# IC 808
IC 808 ist ein Doppelstern im Sternbild Haar der Berenike am Nordsternhimmel. Das Objekt wurde am 1. Mai 1888 vom französischen Astronomen Guillaume Bigourdan entdeckt und fälschlicherweise in den Index-Katalog aufgenommen.